# Lithocarpus lucidus
Lithocarpus lucidus là một loài thực vật có hoa trong họ Cử. Loài này được (Roxb.) Rehder mô tả khoa học đầu tiên năm 1919.